# Ochyrotica fasciata
Ochyrotica fasciata là một loài bướm đêm thuộc họ Pterophoridae. It is widely distributed in the tropical zone của miền Tân nhiệt đới, bao gồm Brasil, Costa Rica, Cuba, Dominica, Ecuador, Grenada, Guatemala, Jamaica, Peru và Puerto Rico.
Sải cánh dài 12–16 mm. Con trưởng thành bay quanh năm.
Ấu trùng ăn Ipomaea batatas.